# Samantha Jones
Samantha Jones (Salvador, 5 de novembro de 1997) é uma atriz e cantora brasileira. Ganhou notoriedade ao interpretar as personagens Ciça em Todas as Flores e Zinha em Renascer.

## Biografia
Samantha nasceu em Salvador, na Bahia, mas foi criada na cidade de Senhor do Bonfim. Aos 15 anos, fez um intercâmbio para Inglaterra e aos 18, mudou-se para o Rio de Janeiro para cursar artes cênicas na UNIRIO, curso que concluiu em 2021.
Em 2021, estreou em telenovelas fazendo a pichadora Adel em Um Lugar ao Sol. No ano seguinte, atuou como a controversa Ciça em Todas as Flores, que lhe acabou rendendo um maior destaque na mídia, sendo chamada para atuar no reboot de Renascer como a desbocada Zinha, que na história original, era um personagem masculino interpretado pelo ator Cosme dos Santos.

### Vida pessoal
Samantha é bissexual e atualmente namora a também atriz Manu Morelli.

## Filmografia

### Televisão
| Ano  | Título          | Papel                 |
| ---- | --------------- | --------------------- |
| 2021 | Um Lugar ao Sol | Adel                  |
| 2022 | Todas as Flores | Ciça                  |
| 2024 | Renascer        | Elídia Jupará (Zinha) |
| 2025 | Vale Tudo       | Clara                 |

## Prêmios e indicações
| Ano  | Premiação              | Categoria       | Indicação       | Resultado |
| ---- | ---------------------- | --------------- | --------------- | --------- |
| 2022 | Prêmio Contigo! Online | Revelação da TV | Um Lugar ao Sol | Venceu    |